# Lejdtrafiken till Grekland 1942–1944

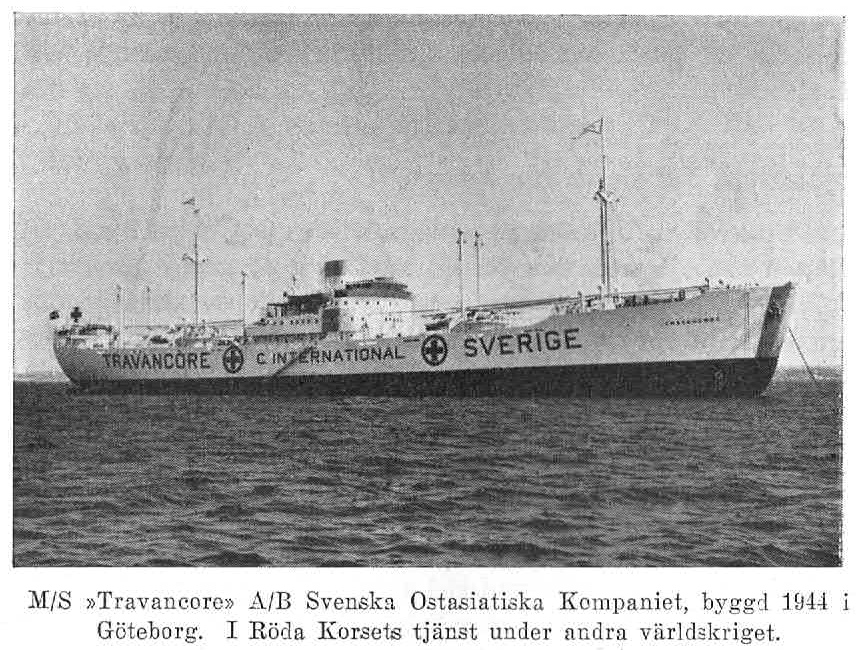
Lejdfartyget Travancore i Röda korsets tjänst.

Lejdtrafiken till Grekland under andra världskriget hade sin grund i den hungersnöd som kriget på balkanhalvön orsakade. På uppdrag av Internationella Röda Korset kontrakterades via svenska regeringen ett antal svenskflaggade lastfartyg att frakta livsmedel från Kanada till Grekland. Detta krävde förhandlingar med båda de krigförande sidorna att passera genom deras blockadzoner.

## Sänkningar
Trots den avtalade lejden sänktes sex av dessa fartyg och 20 sjömän miste livet.
| Fartyg    | Typ        | Rederi                      | Bruttodräktighet | Datum            | Orsak        | Position          | Resa                                | Last                     | Omkomna |
| --------- | ---------- | --------------------------- | ---------------- | ---------------- | ------------ | ----------------- | ----------------------------------- | ------------------------ | ------- |
| Kurtulus  | Lastfartyg | Bröderna Tavilzade, Turkiet | 2735 ton BRT     | 20 januari 1942  | Grundstött   | Marmarasjön       | Istambul-Pireus                     | Spannmål                 | Inga    |
| Stureborg | Lastfartyg | Rederi AB Stureborg         | 2320 ton DWT     | 9 juni 1942      | Flygplan     | Östra Medelhavet  | Pireus–Haifa                        | Barlast                  | 20*     |
| Eros      | Lastfartyg | Rederi AB Helsingborg       | 6 000 ton DWT    | 1 januari 1943   | Grundstött** | Egeiska havet     | Kanada–Saloniki                     | Vete, Medicin, Torrmjölk | Inga    |
| Camelia   | Lastfartyg | Svenska Lloyd               | 2920 ton DWT     | 29 december 1943 | Minor        | Saloniki ***      | Under omlastning                    | Vete                     | Inga    |
| Embla     | Lastfartyg | Rederi AB Svea              | 1390 ton DWT     | 19 april 1944    | Flygplan     | Västra Medelhavet | Port-Vendres–Marseilles             | Gåvor till krigsfångar   | Inga    |
| Fejna     | Lastfartyg | Rederi AB Svea              | 3700 ton DWT     | 13 juni 1944     | Minor        | Egeiska havet     | Saint John, New Brunswick –Saloniki | Vete                     | Inga    |

*) Endast en man överlevde
**) På grund av kriget var fyrarna släckta.
***) Sänkt på grunt vatten i hamnen, sedermera bärgad